# Philipp Ospelt
Philipp Ospelt (Monaco di Baviera, 7 ottobre 1992) è un calciatore liechtensteinese, attaccante del Ruggell.

## Carriera
Con la Nazionale Under-21 ha preso parte a 5 partite di qualificazione per l'Europeo di categoria del 2013.

## Palmarès

### Club

#### Competizioni nazionali
- Coppa del Liechtenstein: 2

Vaduz: 2017-2018, 2018-2019